# Loke (Straža)
Loke is een plaats in Slovenië en maakt deel uit van de gemeente Straža in de NUTS-3-regio Jugovzhodna Slovenija. De plaats telde 61 inwoners op 1 januari 2020.